# فنادوکسون
فنادوکسون (انگلیسی: Phenadoxone) که با نام های تجاری هپتالگین, مورفیدون و هپتازون نیز به فروش میرسد نوعی مسکن اوپیوئیدی است که امروزه دیگر تجویز نمی‌گردد.